# A105 (Russland)
Die A105 ist eine Fernstraße föderaler Bedeutung in Russland. Sie verbindet die Hauptstadt Moskau mit dem südlich gelegenen internationalen Flughafen Domodedowo.
Die fast auf der gesamten Länge zur Schnellstraße ausgebaute Straße zweigt 1,6 km von der dort die Stadtgrenze markierenden Moskauer Ringautobahn (MKAD) entfernt von der Kaschiraer Chaussee (Kaschirskoje schosse) ab, einer Ausfallstraße aus Moskau, die etwa 10 km südlich zwischen der Stadt Domodedowo und der Siedlung städtischen Typs Gorki Leninskije an die Fernstraße M4 Don anschließt. Die A105 verläuft fast geradlinig in südsüdwestlicher Richtung durch überwiegend ländliches Gebiet bis zum Flughafen Domodedowo. Etwa auf halber Strecke kreuzt sie zwischen den Dörfern Tschurilkowo und Kopytschowo den rechten Moskwa-Nebenfluss Pachra. Die A105 wird von Awtodor betrieben.
Die Straße erhielt den Status einer Fernstraße föderaler Bedeutung und die Nummer A105 im Jahr 2010. Zuvor trug die nordwestlich von Moskau verlaufende heutige A106 Iljinskoje schosse die Nummer A105.